# Gerard Farrés
Gerard Farrés Güell (Manresa, 24 de marzo de 1979), más conocido como Gerard Farrés, es un piloto de motociclismo español de enduro y rally raid, entre los cuales se encuentra el Rally Dakar, en el que acabó en el podio en el 2017, tras acabar 3.º en la general, en motos y 2019 y 2022 con SSV donde termina en segunda posición.

## Biografía
De pequeño, Farrés, comenzó en el mundo de las ruedas con las bicicletas BMX y de Trial, y su primera moto fue una Montesa Cota 49, mientras que su primera moto de competición fue la Kawasaki 80 con la que compitió contra pilotos de la categoría de Jordi Viladoms o Xavier Pons. En 1997 es convocado por la Real Federación Española de Motociclismo para participar en el Campeonato del Mundo de Enduro junior.
Sus primeras victorias llegaron en los Seis Días Internacionales de Enduro en los que se proclamó campeón júnior en 1998, 1999 y 2000, y en el Campeonato del Mundo de Enduro se proclamó campeón en categoría sub-23.
En 2001 fichó por KTM compitiendo en el Mundial de enduro absoluto, corriendo para la marca austriaca hasta 2004. A partir de 2005 ficha por Husqvarna proclamándose subcampeón de España de Cross-Country y acabó tercero en el Campeonato de España de Enduro.

### Rally Dakar
En 2006 ficha por Yamaha con el que consigue la posibilidad de debutar en el Rally Dakar. Sin embargo, una lesión de rodilla en la que se rompió el menisco, el ligamento lateral izquierdo, el cruzado anterior y el cruzado posterior, diagnosticándole seis meses para regresar a la competición. Sin embargo, tras dos meses de descanso y sin operar, partió de la salida del Rally Dakar de 2006 en Lisboa. Esto le llevó a ser conocido como el Jabalí del desierto. En el Dakar logró una gran actuación acabando la carrera en 16.ª posición de la general, siendo el segundo mejor debutante de esta edición del Dakar.
En 2007 vuelve a KTM donde gana el Campeonato de España de Raids y disputa el Campeonato Mundial de Rally Cross-Country de la FIM donde debuta en el Rally de Túnez logrando la cuarta plaza. Después ganó la Baja España-Aragón, un rally disputado en Aragón. Debido a las lesiones sufridas en un rally en Dubái no vuelve a competir hasta el Rally Dakar de 2009, donde realizó buenas actuaciones, ayudando al jefe de equipo, el también español Marc Coma, a ganar el rally Dakar en la categoría de motos. En una etapa tuvo que hacer 274 km sobre una llanta. En 2009 vuelve a ganar el rally de Baja Aragón.
En 2010 ficha por Aprilia para el Rally Dakar de 2010, marca que corría por primera vez el Dakar. Sin embargo, Farrés no pudo terminar la carrera. En 2011 vuelve a ganar en Baja Aragón, donde logró su tercer triunfo, y acaba en 28.ª posición el Dakar. En 2012 hizo 7.º en el Dakar, donde estuvo con una KTM, en el equipo Bordone Ferrari. En 2013 quedó 69.º en la general con el equipo Honda Wild Wolf y en 2014 tras su fichaje por Gas Gas tuvo que abandonar el rally en 2014 y en 2015.
A finales de 2015 ficha por Himoinsa, con el que queda 8.º en el Rally Dakar de 2016. Con Himoinsa ganó el Hellas Rally, el rally de Transanatolia y obtuvo su cuarto triunfo en Baja Aragón. En 2017 logró el tercer puesto en la general en el Rally Dakar de 2017, logrando así subirse al podio por primera vez en una de las pruebas del motor más importantes. También logró ganar la última etapa del rally.
En el Rally Dakar de 2018 vuelve a participar junto a Himoinsa, en el que fue su último rally Dakar en moto.
En 2019 volvió a participar en el Rally Dakar, en esta ocasión como piloto de UTV y junto a Daniel Oliveras, logrando ganar la 3.ª etapa, y acabando el rally en la segunda plaza en la clasificación general.
En 2020 y 2021 repitió en SSV esta vez con Armand Monleon como copilo en el equipo Monster Energy Canam en el Rally Dakar.
En el 2022 Gerard Farrés vuelve al podium, consiguiendo la segunda posición en SSV, esta vez con Diego Ortega como copiloto con el equipo oficial Canam South Racing.

## Palmarés
- Baja España-Aragón (5): 2007, 2009, 2011, 2014, 2015.
- ISDE (3): 1998, 1999, 2000.
- Hellas Rally (2): 2016, 2017.
- Rally Transanatolia (1): 2017.
- Podios en Rally Dakar (3): 2017, 2019, 2022 .

## Resultados

### Rally Dakar
| Año     | Clase | Vehículo | Posición | Etapas |
| ------- | ----- | -------- | -------- | ------ |
| 2006    | Motos | Yamaha   | 16.º     | -      |
| 2009    | Motos | KTM      | 19.º     | -      |
| 2010    | Motos | KTM      | Ret.     | -      |
| 2011    | Motos | Aprilia  | 28.º     | -      |
| 2012    | Motos | KTM      | 7.º      | -      |
| 2013    | Motos | Honda    | 69.º     | -      |
| 2014    | Motos | Honda    | Ret.     | -      |
| 2015    | Motos | KTM      | Ret.     | -      |
| 2016    | Motos | KTM      | 8.º      | -      |
| 2017    | Motos | KTM      | 3.º      | -      |
| 2018    | Motos | KTM      | 5.º      | -      |
| 2019    | SSVs  | Can-Am   | 2.º      | -      |
| 2020    | SSVs  | Can-Am   | 11.º     | 3      |
| 2021    | SSVs  | Can-Am   | 11.º     | -      |
| 2022    | SSVs  | Can-Am   | 2.º      | 1      |
| 2023    | SSVs  | Can-Am   | 5.º      | 1      |
| 2024    | SSVs  | Can-Am   | 5.º      | 1      |
| 2025    | SSVs  | Can-Am   | 6.º      | -      |
| Fuente: |       |          |          |        |

### Copa Mundial de Bajas Cross-Country de la FIA
| Año     | Coche  | Equipo              | Copiloto       | 1   | 2     | 3   | 4      | 5   | 6   | 7   | 8   | Posición | Puntos |
| ------- | ------ | ------------------- | -------------- | --- | ----- | --- | ------ | --- | --- | --- | --- | -------- | ------ |
| 2019    | Can-Am | South Racing Can-Am | Armand Monleon | RUS | DUB   | ITA | ESP 16 | HUN | POL | JOR | POR | 52.º     | 1      |
| 2020    | Can-Am | South Racing Can-Am | Armand Monleon | RUS | POL 8 | POR | SAU    | SAU |     |     |     | 21.º     | 4      |
| Fuente: |        |                     |                |     |       |     |        |     |     |     |     |          |        |